# Stefanie Wiegand
Stefanie Wiegand (* 22. März 1969 in Hattingen) ist eine deutsche Diplom-Geologin und Politikerin (SPD). Sie war von 2005 bis 2010 Abgeordnete im Landtag von Nordrhein-Westfalen.

## Leben und Beruf
1988 legte Stefanie Wiegand ihr Abitur ab. Von 1988 bis 1994 studierte sie Geologie an der Ruhr-Universität Bochum und schloss 1994 als Dipl.-Geologin ab. Seit 1995 ist sie als Dipl.-Geologin tätig. Von 1996 bis 1997 belegte sie ein Aufbaustudium zur Referentin für Umwelt- und Qualitätsmanagementsysteme. Bei der Firma DNV Zertifizierung & Umweltgutachter GmbH war sie von 1997 bis 2005 zunächst als Sachbearbeiterin, danach als Leiterin der Kundenbetreuung tätig.
Stefanie Wiegand, geb. Höfer, ist verheiratet und hat eine Tochter, die 2007 geboren wurde. Sie lebt mit ihrer Familie in Südlohn.

## Politik
Stefanie Wiegand ist seit 2000 Mitglied der SPD. Seit 2002 ist sie Vorsitzende des SPD-Ortsvereins Südlohn-Oeding. 2003 wurde sie zum Mitglied im Landesparteirat der SPD gewählt. In der Gemeinde Südlohn ist Wiegand Sachkundige Bürgerin im Bau-, Planungs- und Umweltausschuss sowie stellvertretende Sachkundige Bürgerin im Schul- und Sozialausschuss. Dort kandidiert sie zur NRW-Kommunalwahl am 30. August 2009 für das Amt der hauptamtlichen Bürgermeisterin. 
Abgeordnete des Landtags Nordrhein-Westfalen war Wiegand seit dem 8. Juni 2005. Sie wurde über die Landesreserveliste der nordrhein-westfälischen SPD in das Landesparlament gewählt und vertritt den Wahlkreis 78 Borken II. Dort ist sie ordentliches Mitglied im Petitionsausschuss, im Ausschuss für Umwelt und Naturschutz, Landwirtschaft und Verbraucherschutz sowie im Unterausschuss „Bergbausicherheit“ des Ausschusses für Wirtschaft, Mittelstand und Energie. Als Landtagsabgeordnete ist sie seit 2006 Vorstandsmitglied der Gesellschaft der Freunde und Förderer der Landesmusikakademie NRW in Heek. Bei der Wahl 2010 errang sie kein Mandat. 
Stefanie Wiegand war Mitglied der 13. Bundesversammlung, die am 23. Mai 2009 Horst Köhler für eine zweite Amtszeit in das Amt des Bundespräsidenten wählte.